# تدرج الرياح

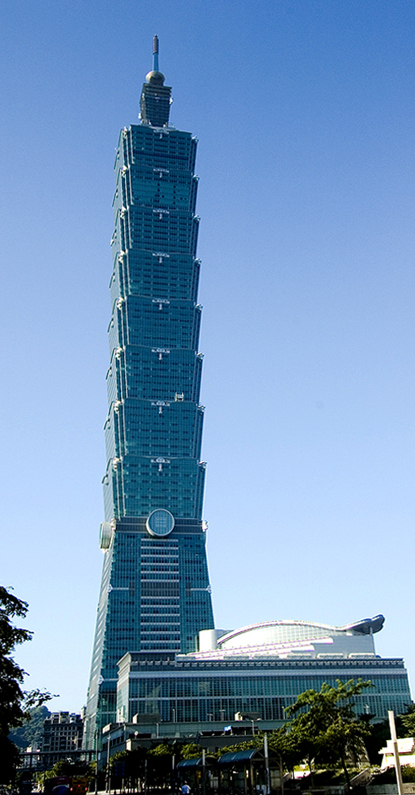

تدرج الرياح في الاستخدام الشائع تدرج سرعة الرياح على وجه التحديد، أو بدلا من ذلك الرياح القص، هو المكون العمودي لتدرج متوسط سرعة الرياح الأفقية في الجو السفلي، ايضاً هو معدل زيادة قوة الرياح مع زيادة الوحدة في الارتفاع فوق مستوى سطح الأرض. في الوحدات المترية، غالبًا ما يتم قياسها بوحدات متر في الثانية من السرعة، لكل كيلومتر من الارتفاع (م / ث / كم)، مما يقلل إلى الوحدة القياسية لمعدل القص، الثواني العكسية (s−1).

## نبذة
يجبر الاحتكاك السطحي للرياح السطحية على الإبطاء والدوران بالقرب من سطح الأرض، وتهب مباشرة نحو الضغط المنخفض، مقارنة بالرياح في التدفق شبه عديم الاحتكاك فوق سطح الأرض. تُعرف هذه الطبقة حيث يؤدي الاحتكاك السطحي إلى إبطاء الرياح وتغيير اتجاه الرياح، باسم طبقة حدود الكواكب. يؤدي التسخين الشمسي في النهار بسبب التشمس إلى زيادة سماكة الطبقة الحدودية حيث ترتفع درجة حرارة الرياح عن طريق ملامستها لسطح الأرض الساخن وتصبح مختلطة بشكل متزايد مع الرياح العالية. التبريد الإشعاعي بين عشية وضحاها يفصل تدريجيًا الرياح على السطح من الرياح فوق الطبقة الحدودية، مما يزيد من قص الرياح العمودي بالقرب من السطح، والمعروف أيضًا باسم التدرج الريحي.

## الهندسة
يجب أن يأخذ تصميم المباني حسبان أحمال الرياح، والتي تتأثر بتدرج الرياح. مستويات التدرج ذات الصلة التي يُفترض عادةً في رموز البناء، هي 500 متر للمدن و400 متر للضواحي أو المحافظات أو القرى، و300 متر للأراضي المفتوحة المنبسطة. للأغراض الهندسية يمكن تعريف ملف تعريف سرعة الرياح لقانون الطاقة على النحو التالي:
{\displaystyle v_{z}=v_{g}\cdot \left({\frac {z}{z_{g}}}\right)^{1/\alpha },0<z<z_{g}}
- {\displaystyle v_{z}} = سرعة الرياح في الارتفاع {\displaystyle z}
- {\displaystyle v_{g}} = رياح متدرجة عند ارتفاع التدرج {\displaystyle z_{g}}
- {\displaystyle \alpha } = معامل أسي

## روابط خارجية
- المكتبة الرقمية الوطنية للعلوم - رياح القص